# Kento Masuda
Kento Masuda, född 29 juni 1973 i Katori, är en japansk musiker, kompositör och artist. 
"Maestro" av riddarna av Sylvesterorden Masuda är också medlem av National Academy of Recording Arts & Sciences (The Recording Academy) och en internationell ledande pianist av Kawai.
Masuda deltog i 61:a årliga Grammy Awards tillsammans med den svenska popstjärnan Elsa Andrén den 10 februari 2019.

## Diskografi
- 1992 Wheel of Fortune
- 1995 Fouren
- 1998 Myojyow
- 1999 Memories
- 2000 Music Magic
- 2003 Hands
- 2006 GlobeSounds
- 2010 Light Speed+
- 2012 All in the Silence
- 2014 Loved One
- 2021 KENTOVERSE